# I can't breathe

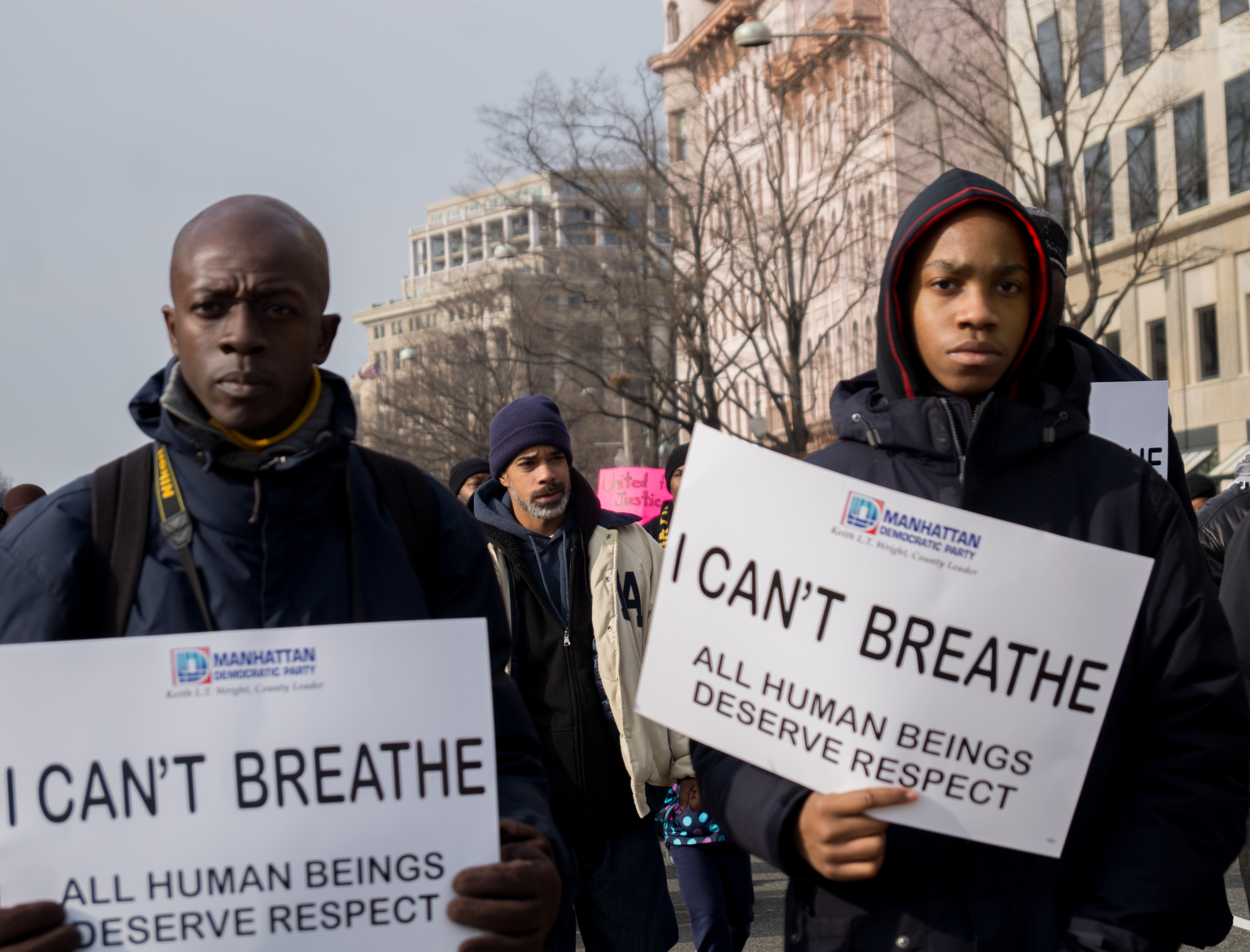
Justice for All March / Marcha Nacional Contra a Violência Policial, Washington, D.C., dezembro de 2014

I can't breathe (português: "Não consigo respirar") é um slogan associado ao movimento Black Lives Matter nos Estados Unidos. Derivada das palavras de Eric Garner e George Floyd, dois homens afro-americanos que morreram sufocados durante suas prisões em 2014 e 2020 como resultado de força excessiva por policiais brancos, a frase é usada em protesto contra a brutalidade policial nos Estados Unidos. A frase, dita por Floyd e Garner, teve em inspiração a faixa musical de uma das artistas mais aclamadas no ramo de R&B, H.E.R., em protesto aos tratamentos de pessoas afro-americanas na sociedade. A faixa ganhou na categoria de Song of the Year (português: "Canção do Ano") na 63° edição da premiação musical Grammy.

## Eric Garner
A frase teve origem na morte de Eric Garner, em julho de 2014, quando ele foi posto em uma posição de estrangulamento por um oficial do Departamento de Polícia de Nova York. Um vídeo de Garner contido por vários policiais o mostrou dizendo I can't breathe 11 vezes antes de perder a consciência. Após a absolvição do oficial que colocou Garner em um estrangulamento em dezembro de 2014, o slogan experimentou um aumento dramático na popularidade em meio a protestos generalizados. A hashtag "#ICantBreathe" foi twittada mais de 1,3 milhão de vezes naquele mês, auxiliada por expressões de solidariedade de atletas amadores e profissionais.

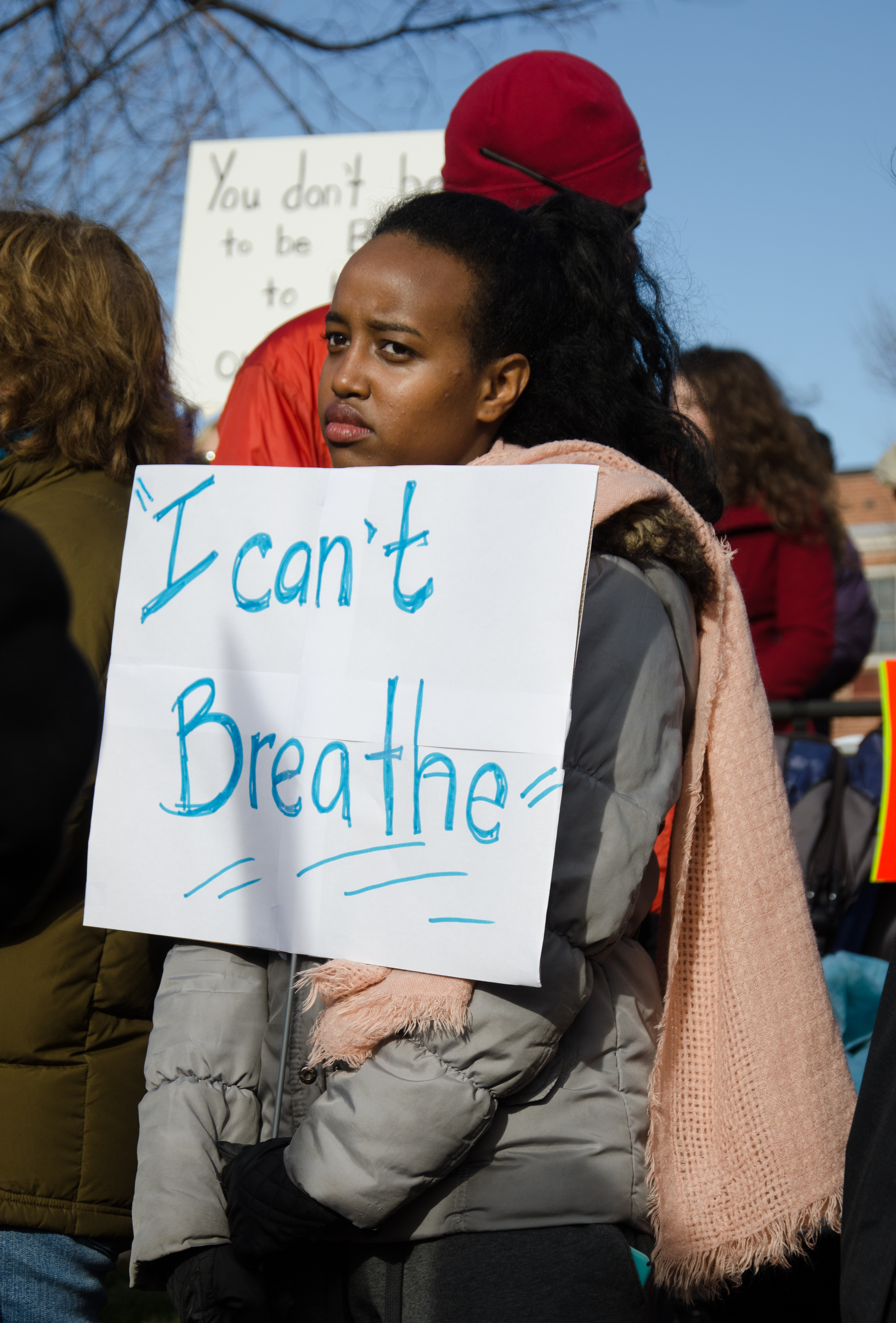
Berlim, Massachusetts, dezembro de 2014

A primeira exibição dos atletas foi quando o time de basquete feminino irlandês do Notre Dame Fighting usava camisetas estampadas com I can't breathe durante um aquecimento em 13 de dezembro. Atletas da Liga Nacional de Futebol e da Associação Nacional de Basquete, principalmente LeBron James, usavam roupas estampadas com I can't breathe. Após críticas a James, o presidente Barack Obama veio em sua defesa, afirmando "Acho que LeBron fez a coisa certa ... Esquecemos o papel que Muhammad Ali, Arthur Ashe e Bill Russell desempenharam na conscientização". No final de dezembro, autoridades do Distrito Escolar Unificado de Fort Bragg, em Mendocino, Califórnia, proibiram os atletas de usar camisetas I can't breathe antes de um torneio de basquete de três dias do ensino médio, antes de reverterem a si mesmas. A União Americana pelas Liberdades Civis escreveu uma carta em apoio aos estudantes.
Fred Shapiro, editor do The Yale Book of Quotations, escolheu I can't breathe como a citação mais notável de 2014. Shapiro expressou que não era apenas um slogan daquele momento, mas "uma frase com impacto real e duradouro ". A professora Grace Ji-Sun Kim e o reverendo Jesse Jackson escreveram em um artigo de opinião de dezembro de 2014 que a frase "se tornou um slogan para as pessoas que foram às mídias sociais e às ruas para protestar contra a matança de afro-americanos desarmados, desafiando um sistema que falha em indiciar e apela a uma maior igualdade ".
O linguista Ben Zimmer o comparou a slogans semelhantes, como Hands up, don't shoot, que se originou na morte em 2014 de Michael Brown, e o antigo No justice, no peace. Zimmer chamou de "um grito de guerra particularmente poderoso" e observou: "entoar as palavras 'I can't breathe' ', cercado por milhares de outras pessoas fazendo o mesmo, é um ato de intensa empatia e solidariedade. A empatia vem momentaneamente entrando na persona de Eric Garner naquele instante em que a vida dele estava sendo sufocada". Zimmer observou que, na variante We can't breathe ("Não podemos respirar"), a frase se torna direcionada para a mudança social e mais metafórica. Frases vistas em sinais de protestos como Justice can't breathe ("A justiça não pode respirar") e Our democracy can't breathe ("Nossa democracia não pode respirar") removem o significado inteiramente fora das circunstâncias físicas da morte de Garner.
Joshua D. Rothman, da Universidade do Alabama, observou que declarações de moda como as camisetas I can't breathe são "fácil e frequentemente descartadas pelos oponentes como um gesto barato ou um golpe". No entanto, analisando a mania da moda no final do século XVIII e início do século XIX para o Am I Not a Man and a Brother? ("Eu não sou um homem e um irmão?") camafeus feitos por Josiah Wedgwood para pulseiras e enfeites de cabelo e subsequente incorporação da imagem de escravo ajoelhado em muitos tipos de produtos como o símbolo mais amplamente utilizado do movimento abolicionista americano, Rothman afirmou que "não devemos subestimar o valor e o significado da moda criando impulso e visibilidade para uma causa política ".
Em outubro de 2016, o The New York Times relatou a morte de um garoto de 17 anos sufocado pela equipe de um centro de tratamento para jovens problemáticos. Observando que o garoto havia gritado "Saia de cima de mim, não consigo respirar" antes de ficar em silêncio, o Times traçou um paralelo explícito com Eric Garner.

### Contra-reação
Os apoiadores do departamento de polícia da cidade de Nova York marcharam em 19 de dezembro de 2014 com capuz preto estampado com "Eu posso respirar graças à polícia de Nova York" e gritaram "Não resista à prisão!" em contra-manifestantes. Separadamente, as camisas produzidas e vendidas on-line por Jason Barthel, um policial de Mishawaka, Indiana, que afirmava "Respire Fácil: Não Infringir a Lei" atraíram críticas. Barthel declarou: "Quando você infringir a lei, infelizmente haverá consequências, e algumas delas não serão bonitas". Membros do conselho da cidade de South Bend, Indiana, perguntaram ao então prefeito e futuro candidato à presidência dos Estados Unidos Pete Buttigieg sobre a cooperação na proibição de futuros contratos da cidade com os negócios uniformes de Barthel. O oponente político de Buttigieg, Henry Davis Jr., descreveu a resposta: "Ele se recusou a tocá-lo. E quando o tocou, ele concordou com os dois lados".

## George Floyd

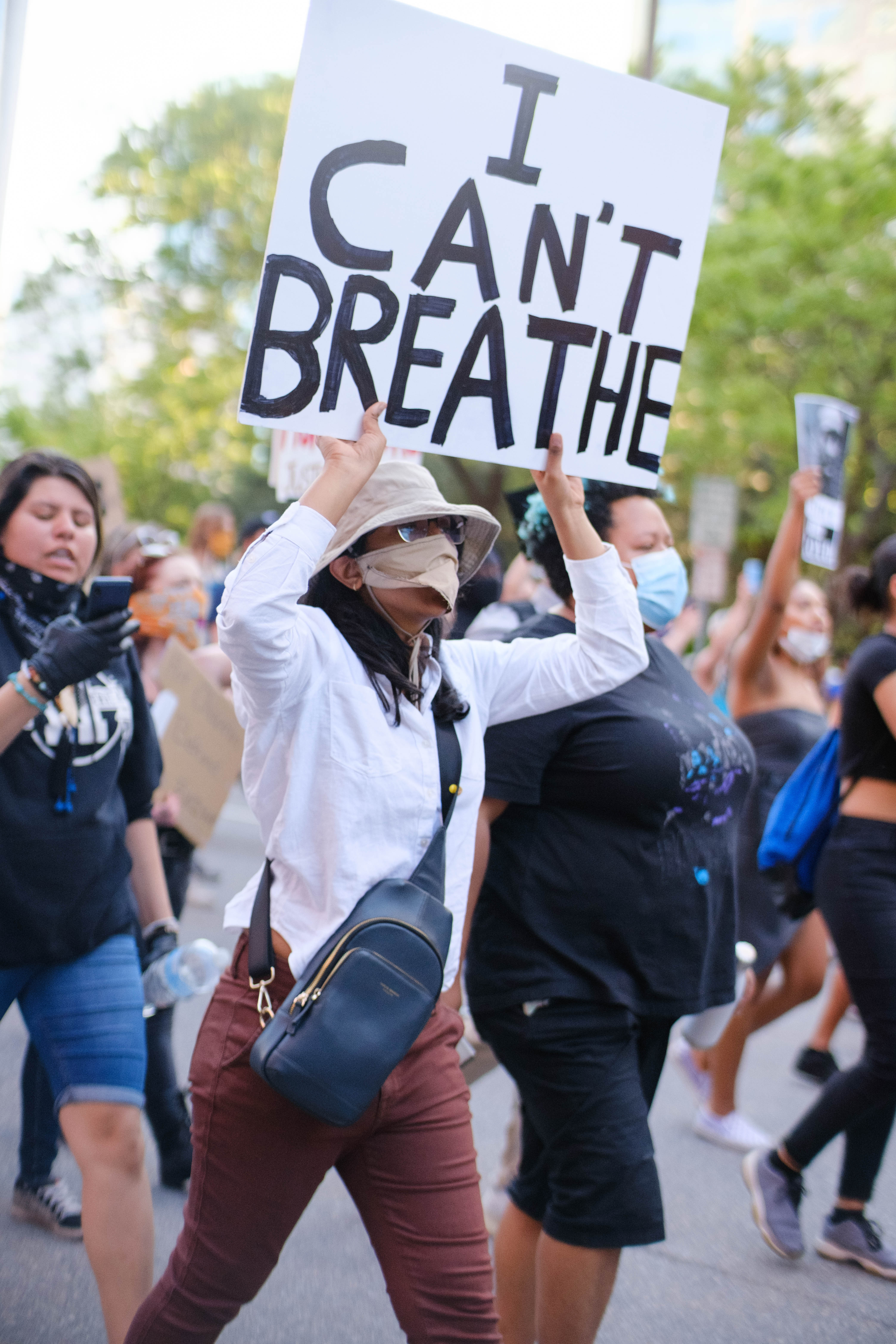
Minneapolis, 28 de maio de 2020

Em maio de 2020, o oficial do Departamento de Polícia de Minneapolis, Derek Chauvin, matou George Floyd ao colocar seu joelho na nuca dele por 8 minutos e 46 segundos. O vídeo de um espectador do incidente mostrou Floyd dizendo I can't breathe várias vezes. Apesar de seus pedidos, e de um espectador exclamando que o policial estava impedindo Floyd de respirar, Chauvin continuou a contenção por dois minutos e 53 segundos depois que Floyd deixou de responder, enquanto outros três oficiais observavam. I can't breathe se tornou um grito de guerra nos protestos subsequentes em todo o país. Os manifestantes o adotaram como um canto. Em seu primeiro discurso público sobre a morte e os protestos de George Floyd em 2 de junho, o candidato presidencial Joe Biden começou com: "I can't breathe. I can't breathe. As últimas palavras de George Floyd. Mas elas não morreram com ele. Elas ainda estão sendo ouvidas. Elas estão ecoando por todo o país". Nesse mesmo dia, as redes pertencentes à Viacom interromperam sua programação para mostrar uma tela preta por oito minutos e 46 segundos com as palavras I can't breathe exibidas.